# Gorzelnia w Sobocie
Gorzelnia w Sobocie – budynek gorzelni wybudowany w 1848 r., zlokalizowany na terenie zabytkowego Parku im. Artura Zawiszy w Sobocie, w powiecie łowickim, w województwie łódzkim.

## Historia
Gorzelnię wybudowano w 1848 r. z inicjatywy Augusta Zawiszy jako element zabudowy sąsiedniego folwarku. Początkowo w budynku produkowano spirytus (do 1863 r.), a następnie piwo. Browar został wkrótce zamknięty. Gorzelnia została ponownie uruchomiona w 1929 r., w czasie gdy właścicielami dóbr byli małżonkowie Bogna i Wiktor Przegalaliński. Zachowała się część wyposażenia gorzelni, m.in. maszyna parowa z 1902 r. (użytkowana w Sobocie od 1929 r.). W okresie powojennym majątek został rozparcelowany pomiędzy PGR oraz Stadninę Koni Walewice.

## Galeria

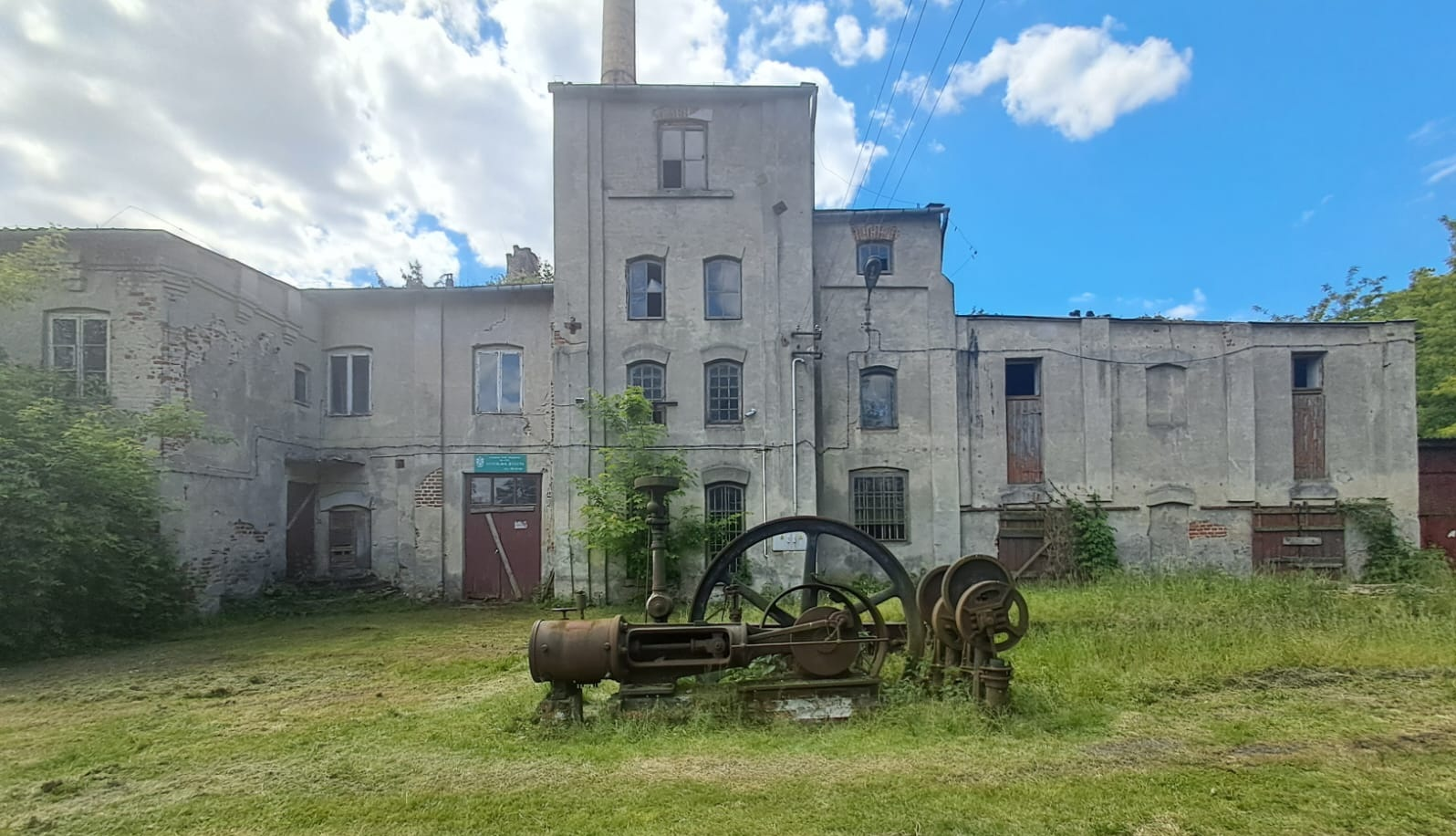
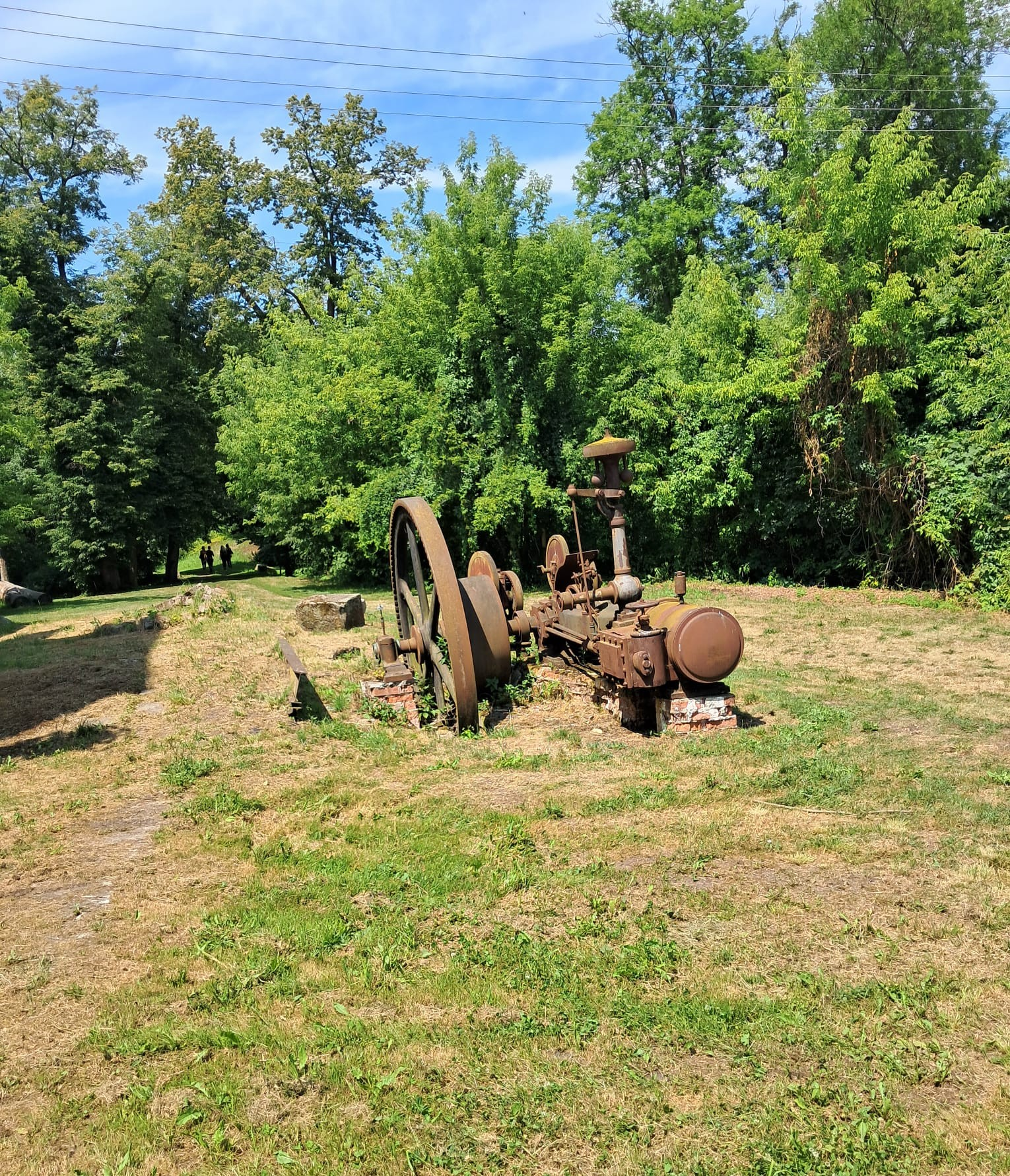
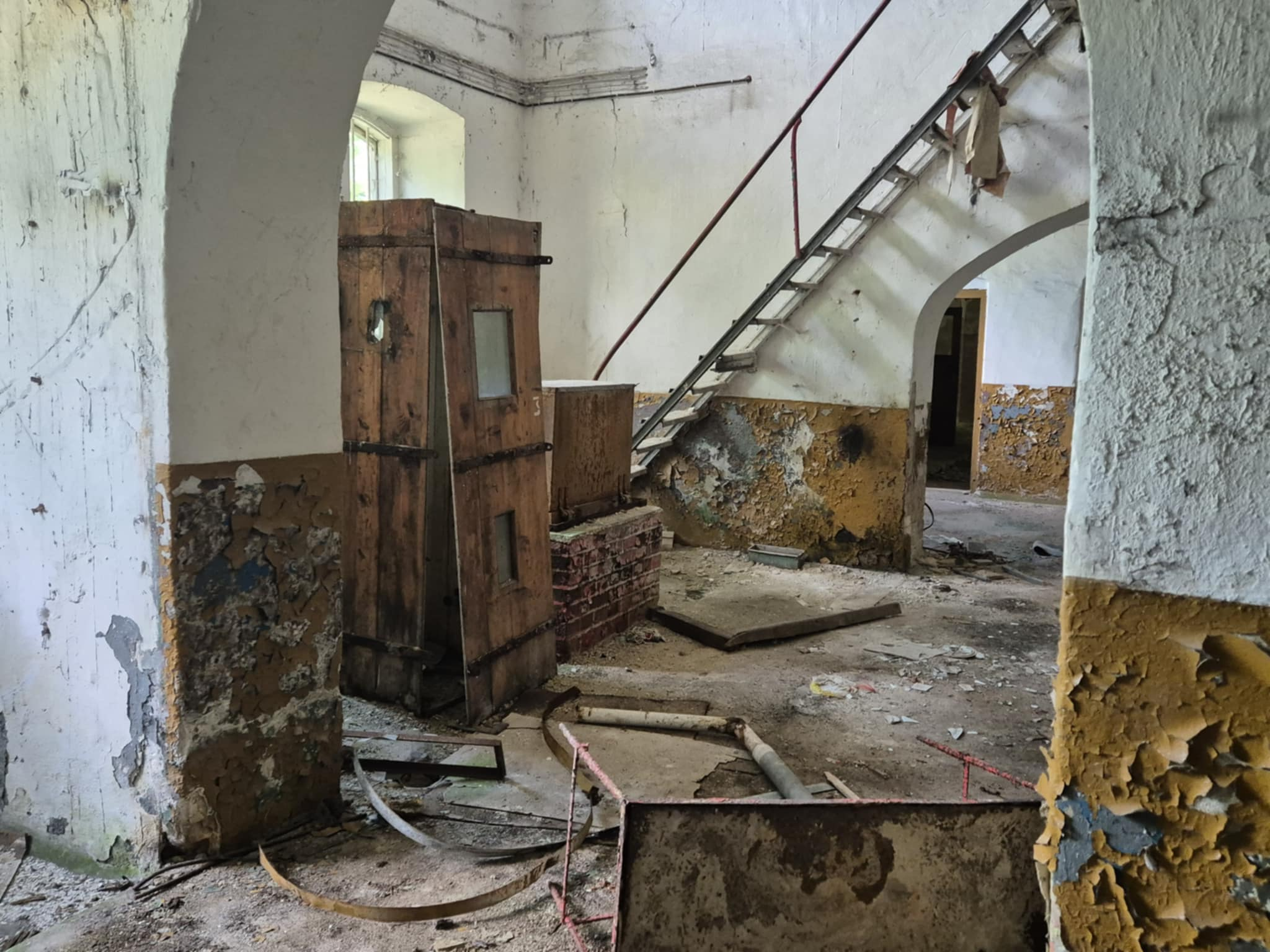
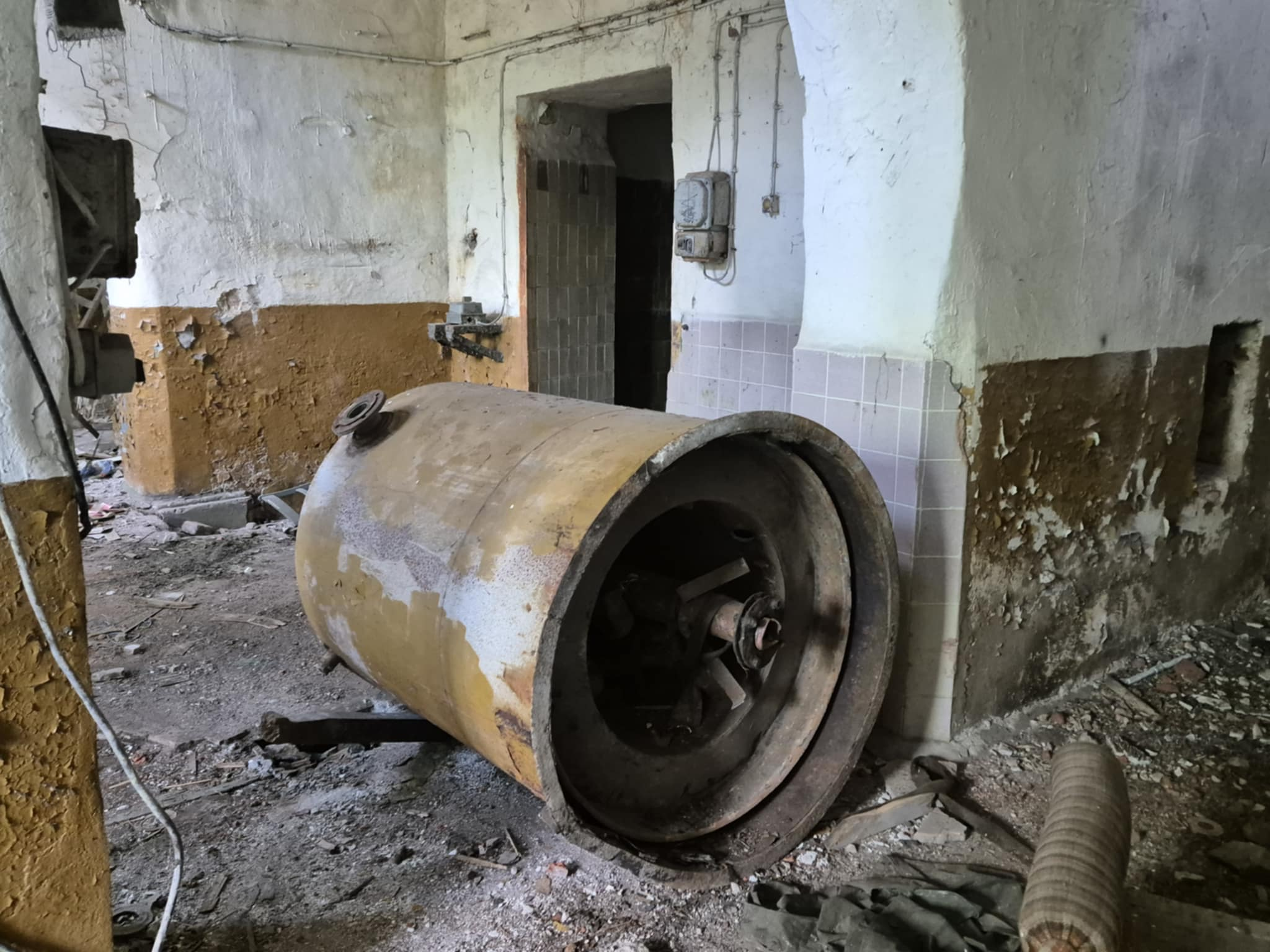
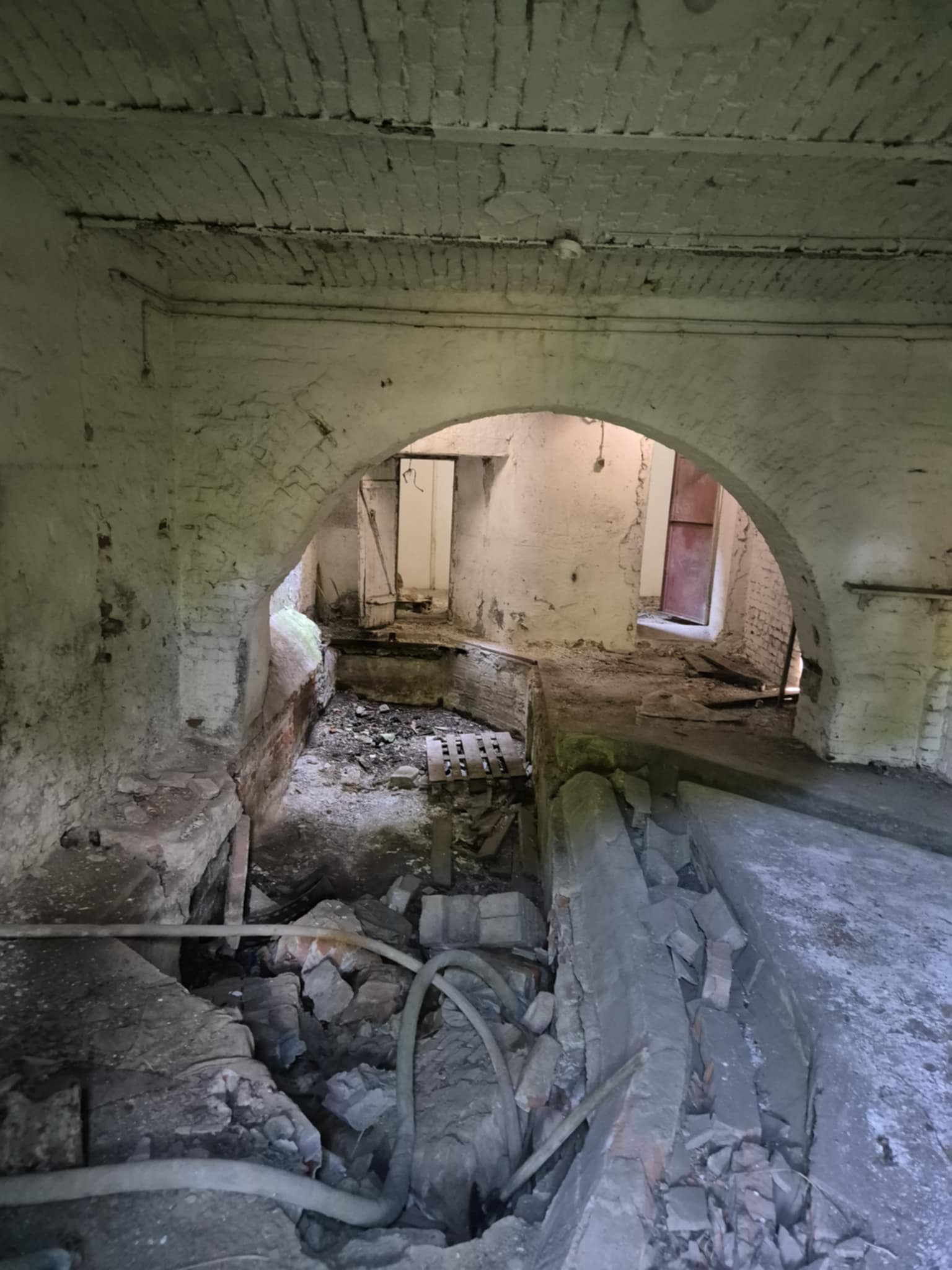
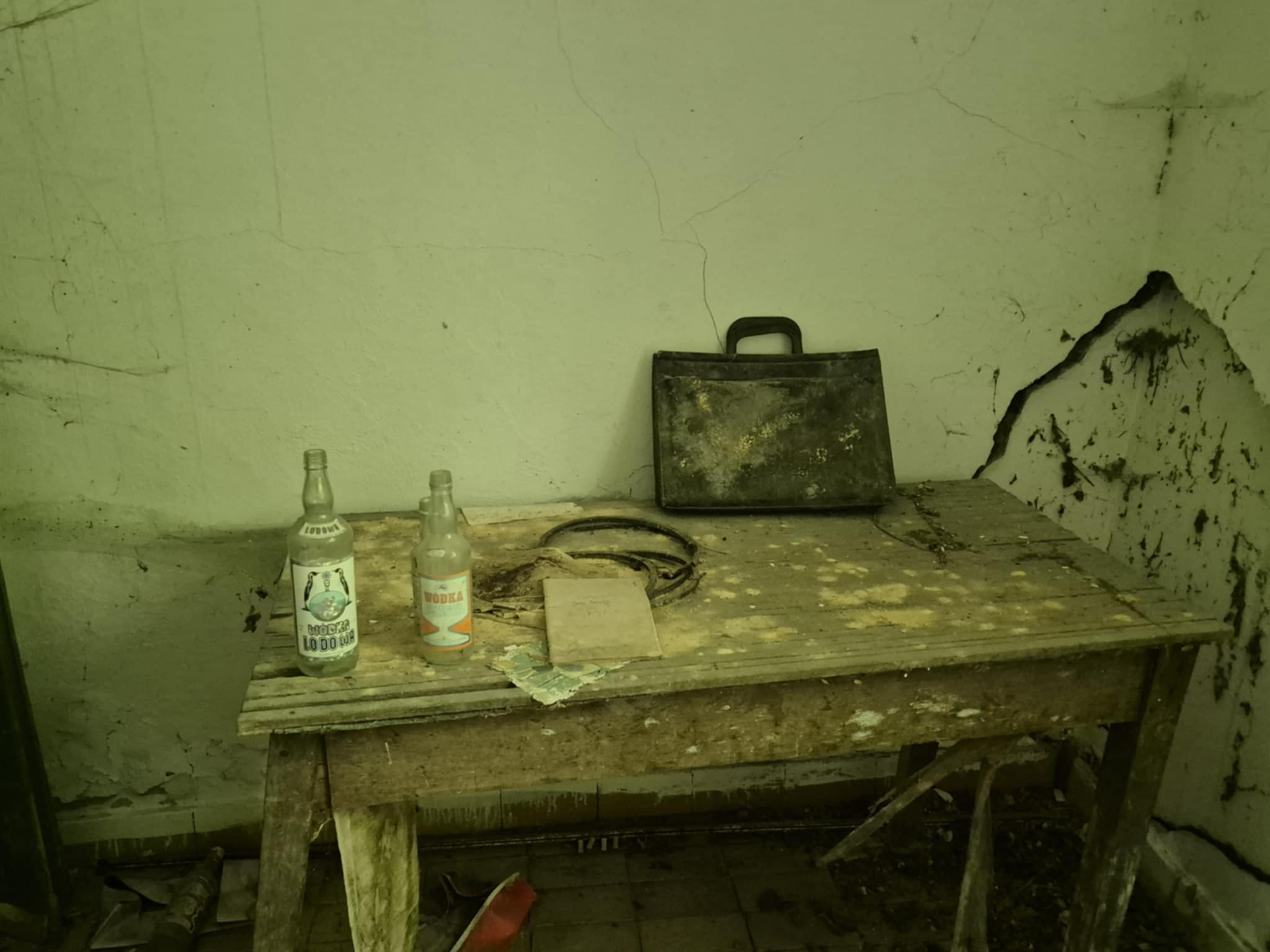

## Linki zewnętrzne
- Sobota - Gorzelnia [w:] Fotopolska [online] [dostęp 2025-06-12]